# Vol Vladivostok Avia 352
Le 4 juillet 2001, le Tupolev Tu-154 effectuant le vol Vladivostok Avia 352 (XF 352), un vol intérieur régulier assuré par la compagnie aérienne russe Vladivostok Avia et reliant Iekaterinbourg à Vladivostok, avec une escale prévue à Irkoutsk, s'est écrasé au cours de son approche à l'aéroport d'Irkoutsk, provoquant la mort de ses 145 occupants. C'est le troisième accident aérien le plus meurtrier survenue sur le territoire russe à ce jour.
Le Comité inter-étatique sur l'aviation russe (IAC) a attribué la cause de cet accident à une erreur de pilotage. Lors de l'approche finale, l'équipage a mal utilisé le manche de l'avion, ce qui a entraîné une baisse rapide de la vitesse. Une série d'autres erreurs a ensuite entraîné une traction excessive sur le manche, entraînant l'avion dans un décrochage en vrille. L'équipage a tenté de récupérer le contrôle de l'avion, mais a échoué en raison de l'altitude insuffisante de l'appareil par rapport au sol.

## Contexte

### Aéronef

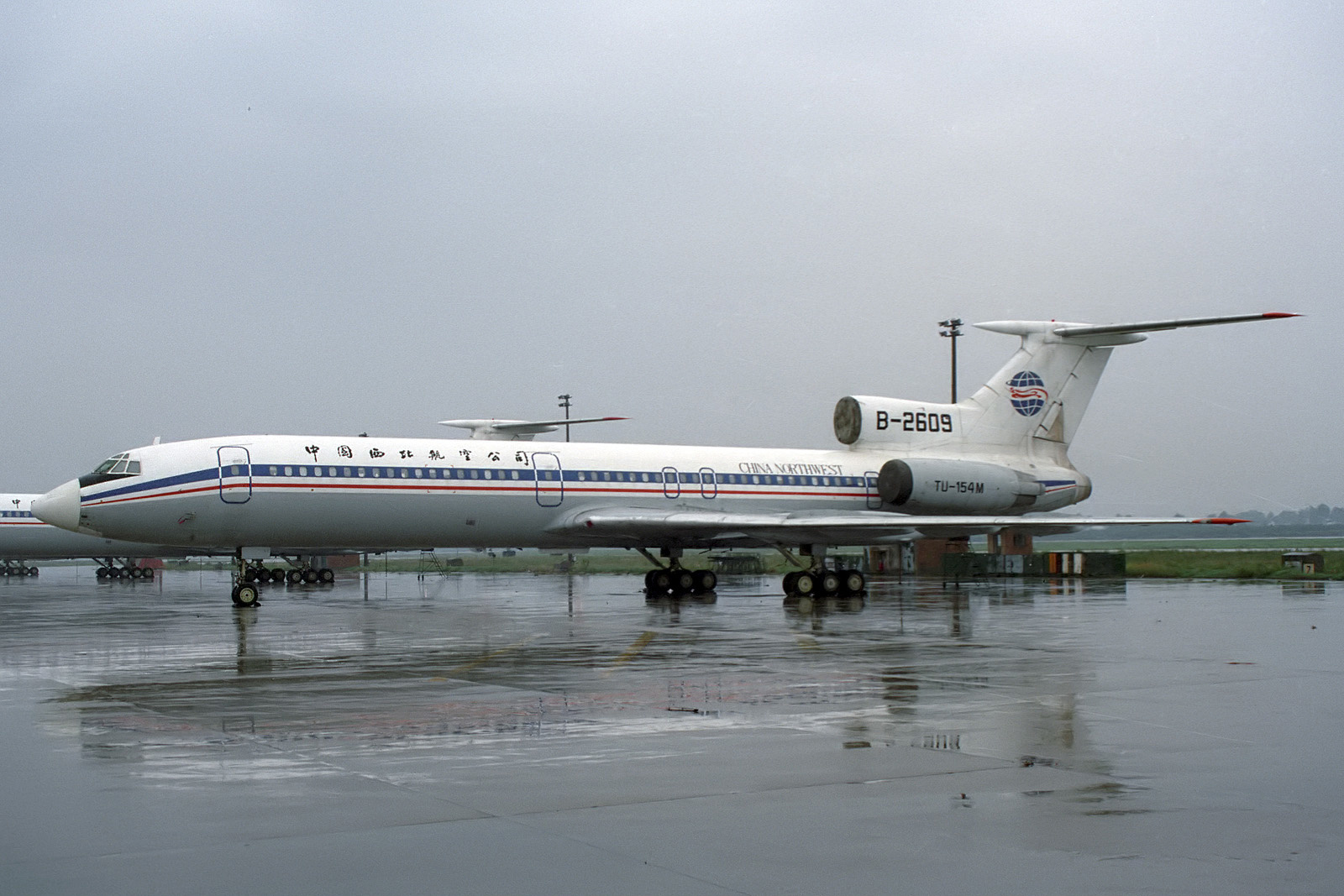
L'appareil impliqué dans l'accident, alors qu'il opérait pour China Northwest Airlines (B-2609), ici en octobre 1999.

L'appareil impliqué était un Tupolev Tu-154M âgé de 15 ans et immatriculé RA-85845 (numéro de série 86A735). Produit en 1986, cet avion de ligne moyen/long-courrier fut d'abord livré à la division aérienne de l'Administration de l'aviation civile de Chine (CAAC), sous l'immatriculation B-2609. Il fut ensuite exploité par plusieurs compagnies aériennes chinoises, dont China Northwest Airlines, avant d'être livré à Vladivostok Avia dans le cadre d'un contrat de location en 2001.
L'avion a été entreposé pour maintenance à l'aéroport international de Vnoukovo d'octobre 2000 à avril 2001. Il a ensuite rejoint l'aéroport international de Vladivostok et est entré en service au moi d'avril. Il totalisait environ 390 heures de vol chez Vladivostok Avia au moment de l'accident.

### Passagers et équipage
Il y avait 145 passagers et membres d'équipage à bord, dont 136 passagers (130 adultes et 6 enfants) et 9 membres d'équipage. La plupart des passagers étaient des citoyens russes ; les autorités ont indiqué qu'au moins 12 ressortissant chinois se trouvaient également à bord de l'avion. Selon la liste des passagers, 48 passagers se rendaient à Irkoutsk. Les 88 autres passagers devaient prendre l'avion jusqu'à Vladivostok.
L'équipage était composé de neuf personnes, dont quatre membres du personnel navigant technique (PNT) et cinq membres d'équipage en cabine. Le commandant de bord est Valentin Stepanovich Goncharuk (51 ans). Décrit comme un pilote expérimenté, il volait sur Tupolev Tu-154 depuis 1979. Le copilote est Sergei Alexandrovich Didenko. Un navigateur et un mécanicien navigant étaient également présents dans le cockpit, identifiés respectivement comme étant Nikolai Nikolaevich Sakrytin et Yuri Alexandrovich Stepanov.

## Déroulement du vol
Le vol 352 était un vol intérieur régulier entre Iekaterinbourg, dans l'Oural, et Vladivostok, en Extrême-Orient russe, avec une escale de ravitaillement en carburant à Irkoutsk, en Sibérie. Le 3 juillet 2001, l'équipage a reçu l'autorisation pour voler à destination d'Irkoutsk. Les conditions météorologiques étaient favorables pour un vol en toute sécurité et les prévisions n'annonçaient aucun changement significatif. La durée du vol vers Irkoutsk était estimée à environ 3 heures et 40 minutes ; l'arrivée à Vladivostok était prévue à 9 h 50, heure locale, le 4 juillet.
L'avion a décollé de l'aéroport Koltsovo de Iekaterinbourg à 19 h 47, heure locale, et a atteint une altitude de 17 000 pieds (5 000 m). Il a par la suite atteint son altitude de croisière de 33 000 pieds (10 000 m). La première phase du vol s'est déroulée sans incident.

### Approche
À 1 h 50, heure locale, l'équipage a entamé la descente vers Irkoutsk. Un briefing d'approche a alors eu lieu pendant l'approche. Le commandant Goncharuk a ensuite réparti les tâches entre les différents membres de l'équipage : ceux chargés du pilotage seront assis à droite, tandis que ceux chargés de la communication et du contrôle seront assis à gauche. Le commandant Goncharuk était le pilote non en fonction et était chargé de surveiller les instruments de vol, tandis que le copilote Didenko était le pilote en fonction (PF).
Quelques minutes plus tard, l'avion a atteint le point Razdolye et a contacté le contrôle aérien (ATC) à Irkoutsk au sujet de la position actuelle du vol 352. L'ATC a autorisé l'avion à descendre à 8 900 pieds (2 700 m), puis à 6 900 pieds (2 100 m), pour procéder au troisième virage à effectuer pour l'approche vers l'aéroport.
Alors que le Tu-154 atteignait l'altitude de 6 900 pieds, à 2 h 05, heure locale, le commandant Goncharuk annonça avoir établi le contact visuel avec la piste. L'avion volait alors à une vitesse de 290 nœuds (540 km/h), qui est supérieure à la vitesse autorisée pour la sortie du train d'atterrissage. L'avion finit par se stabiliser à 3 000 pieds (900 m) et sa vitesse diminua à 230 nœuds (420 km/h), qui est toujours légèrement supérieure à la vitesse autorisée. Le commandant Goncharuk demanda ensuite à l'équipage de réduire la vitesse. L'avion entra alors dans d'épais nuages, qui ont obstrué l'horizon depuis le poste de pilotage.
L'équipage a effectué les premier et deuxième virages vers l'aéroport et décida d'entamer le troisième. L'avion parti alors dans un virage à gauche, avec un angle d'inclinaison variant de 20 à 23°. Le navigateur sortit alors le train d'atterrissage, sans modifier la configuration des volets et des becs. La vitesse diminua alors à 197 nœuds (365 km/h), soit environ 3 nœuds (5 km/h) de moins que la vitesse minimale pour cette étape du vol. Le commandant Goncharuk avertit l'équipage de la baisse de vitesse. Prudent face à cette baisse de vitesse, il décida d'augmenter progressivement la poussée, juste assez pour maintenir l'altitude à 2 790 pieds (850 m) et la vitesse à 192-194 nœuds (355-360 km/h).

### Accident
Alors que l'équipage effectuait le troisième virage, l'inclinaison latérale a soudainement augmenté, jusqu'à atteindre 16,5°. Une alarme a alors retenti dans le cockpit. Le copilote Didenko a alors tenté de corriger la situation en effectuant une action à piquer de 4° et une inclinaison latérale à gauche sur le manche, ce qui a provoqué la déconnexion du pilote automatique et l'augmentation de l'inclinaison latérale, passant alors de 20 à 30°. Le copilote a ensuite fait s'incliner l'avion à plusieurs reprises vers la gauche. Le roulis de l'avion a alors dépassé la valeur maximale autorisée en vol, atteignant 48° vers la gauche. Le commandant Goncharuk s'en est aperçu et a demandé au copilote de cesser d'incliner l'avion vers la gauche.
En raison de l'angle d'inclinaison important, le commandant Goncharuk a repris les commandes au copilote Didenko et a tenté de corriger la situation. Des valeurs variables d'inclinaison à gauche et à droite, presque maximales, ont alors été enregistrées sur le manche. L'avion a alors viré à droite, mais en raison de ce virage brusque, le commandant de bord a de nouveau incliné l'avion à gauche. Constatant que ce dernier s'inclinait fortement à gauche, le copilote a demandé au commandant de virer à droite.
L'équipage a alors perçu une augmentation du taux de descente vertical et a donc appliqué une action à cabrer excessive sur le manche. L'avion s'est alors incliné fortement à gauche et s'est cabré dangereusement. Cela a provoqué un décrochage aérodynamique et une chute en vrille. Les pilotes ont alors réalisé qu'il fallait augmenter la poussée, mais ils ont eu à peine le temps de redresser l'avion.
À 2 h 08, heure locale, le vol 352 s'écrase, le ventre en premier, près du village de Burdakovka, à environ 22 km d'Irkoutsk. L'appareil a explosé immédiatement à l'impact, tuant instantanément les 145 passagers et membres d'équipage présents à bord.
Les riverains ont vu un flash lumineux, suivi d'une explosion et d'une boule de feu et de fumée. Une habitante de Burdakovka a signalé aux pompiers qu'un avion s'était écrasé sur un terrain agricole. L'impact a provoqué des incendies multiples sur le lieu du crash. Au total, 180 pompiers ont été déployés pour éteindre l'incendie. Des hélicoptères ont été dépêchés depuis Irkoutsk sur les lieux. Au moins 200 secouristes ont participé à l'opération de sauvetage. Les efforts de récupération ont été entravés par le fait que l'avion s'est écrasé sur un terrain boisé et marécageux. De nombreux fragments de l'avion ont été dispersés sur une zone compacte.
Dans la soirée du 4 juillet, l'ITAR-TASS a rapporté que l'ensemble des victimes - 136 passagers et 9 membres d'équipage - ont été récupérées sur le lieu du crash.

## Enquête
Le rapport final a été publié par le Comité inter-étatique sur l'aviation russe (IAC) le 13 décembre 2001.
Au début du troisième virage, l'équipage n'a pas pu maintenir l'altitude programmée par le pilote automatique. Ce dernier s'en est aperçu et a tenté de ramener l'avion à l'altitude sélectionnée en braquant la gouverne de direction. L'angle d'inclinaison a alors augmenté, déclenchant l'alarme de décrochage.
Les pilotes, alors fatigués, ont commis une série d'erreurs de pilotage. Le copilote Didenko inclina l'avion à gauche à plusieurs reprises, provoquant le désengagement du pilote automatique. Lors de son intervention, le commandant Goncharuk effectua une série d'actions qui ont compromis encore davantage la sécurité du vol. Auparavant, l'avion était entré dans les nuages, qui ont fait perdre à l'équipage toute référence visuelle extérieure. Durant son intervention, il est probable que le commandant de bord ait subi une désorientation spatiale.
Le copilote Didenko a alors réalisé que l'avion s'inclinait fortement à gauche. Il a ensuite tiré de manière excessive sur le manche, ce qui a fait dépasser la valeur d'angle d'attaque critique pour le Tu-154. En raison de la faible vitesse et de leurs configuration pour l'atterrissage, les ailes de l'avion ont perdu rapidement toute leur portance. L'avion a alors décroché et est parti dans une vrille. Dans les derniers instants, l'équipage a réalisé qu'il fallait augmenter la poussée des moteurs pour récupérer le contrôle de l'appareil. Cependant, comme leur altitude n'était que de 2 790 pieds (850 m) au-dessus du sol au moment du décrochage, la récupération était impossible.